# Francisco Ribeiro (violoncelista)
Francisco Manuel Pires Ribeiro mais conhecido por Francisco Ribeiro (15 de março de 1965 – 14 de setembro de 2010) foi um membro fundador do grupo português Madredeus, violoncelista, compositor, letrista, vocalista, arranjador e produtor, vítima de cancro do fígado.
Em 1997, Francisco Ribeiro abandonou os Madredeus para completar a sua formação musical em Inglaterra. Longe do olhar público, o violoncelista regressou a Portugal em 2006 e, em dezembro de 2009, ressurgiu em primeiro plano com a edição de “A Junção do Bem”, o primeiro álbum do seu projecto Desiderata.
Foi membro da Stroud Symphony Orchestra e Gloucester Symphony Orchestra em 2002/03. Era licenciado pela Bath Spa University em Música/Composição e tirou o curso de Music Tech pelo Gloucester College.  Estudou violoncelo com o Professor Henrique Fernandes e com Ruth Zagni.  Foi aluno da Academia de Música de Santa Cecília.
Co-compôs a banda sonora do filme ‘Lisbon Story’ de Wim Wenders.
Colaborou com Wim Wenders, Rodrigo Leão, Teresa Salgueiro, Carlos Maria Trindade, Jah Whobble, Nuno Rebelo, José Peixoto, Filipe La Feria, Diva, Sétima Legião, Golpe de Estado, Tanya Tagaq, Filipa Pais, José Perdigão e os Fados do Rock, maestro Mark Stephenson, Orquestra Nacional do Porto, Bristol Operatic Society, entre outros.